# Стефанос Скулудис
Стефанос Скулудис (грч.Στέφανος Σκουλούδης;23. новембар 1838. - 19. август 1928.) био је грчки банкар, дипломата и 34. премијер Грчке.

## Младост
Родио се у Истанбулу 23. новембра 1838. Његови родитељи, Јон и Зена Скоулудис, пореклом су са Крита, а отац му је био трговац у Цариграду, где је Скулоудис завршио основну школу. Године 1852, послат је у Атину како би похађао средњу школу, након чега је завршио медицинску школу на Универзитету у Атини. Године 1859, Скоулоудис се придружио чувеној трговинској кући Рали и постао менаџер у увозу / извозу, напредујући, до 1863. за шефа турских операција. Године 1871, заједно са Андреасом Сингросом, он је основао Константинополску банку. Скулудис је повремено помагао грчкој влади са дипломатским питањима у вези Отоманског царства. Зарадио је велико богатство, а 1876. Скулудис се трајно преселио у Атину.

## Дипломатски и политички живот
У Атини је с постао политички активан, а криза из 1877. му је пружила прилику да служи влади. Како се "источна криза" развила у руско-турски рат 1877-78, Скулоудис је био тајни изасланик албанске популације изван граница Грчке. Такође је био и представник града Јањина у разговорима који су водили до Берлинског конгреса који је након рата ратификовао границу између Грчке и Отоманског царства.
Осим дипломатских напора, Скулудис се укључио и у друге јавне службе. Именован је у Одбору гувернера Грчке банке 1880. године. Године 1882, основао је прву компанију која је исушивала језеро Копаис, језеро које је граничило са веома продуктивним пољопривредним земљиштем северно од Тебе, а које је понекад поплавило.
Први пут изабран у грчки парламент на изборима 1881. године, представљајући Сирос (а касније и Тебу), Скулудис је био члан либералне Нове странке Трикоупис. Године 1883, постављен је за амбасадора Грчке у Шпанији, где је служио до 1886. године. Након једностраног уједињења Бугарске са Источном Румелијом из Османског царства, Скулоудис је представљао грчку владу на мировним преговорима у Цариграду 1886. године.
Поново је изабран у парламент, представљајући Тебу 1892. године, а премијер Трикупис га је именовао за министра за религију и образовање, а касније као министраза морнарицу. Њега су позвали и либерални и конзервативни чланови Парламента да представља Грчку у тражењу кредита и продужења кредита од богатијих влада.
Скулудис је био члан Организационог одбора за летњу Олимпијаду 1896. године. Он је приметио да се трошкови за Игре повећавају изнад првобитних процена које је дао Пјер де Кубертен и дао је извештај председнику одбора, престолонаследнику Константину, препоручујући да се Грчка повуче из домаћинства Игара.
Скулудис и неколико других који су се сложили са њим, поднели су оставку комитету у том тренутку. Међутим, Константин је одлучио да дозволи наставак Игара, а прве модерне Олимпијаде сматране су веома успешним, посебно у односу на Летњу олимпијаду 1900. и 1904. године.
Због своје опсежне дипломатске службе, либерални Скулудис је именован за министра спољних послова у конзервативној влади Димитриоса Ралиса 1897. године. На том положају он је надгледао дипломатски одговор Грчке на први војни пораз у грчко-турском рату 1897. године. која је, упркос прилично потпуном поразу грчке војске, резултирала релативно малим губитком грчке територије, делом због његових дипломатских напора.
Године 1905. Скулудис је поново изабран у парламент из Тебе, али није служио у влади. Након Гудијеве буне (државни удар у Грчкој) 1909. године, Скулоудисово име се често чуло као потенцијални реформаторски премијер, заједно са Стефаносом Драгумисом, који је на крају изабран за премијера и који је уткао пут за Венизелоса да преузме премијерску позицију 1910. и оконча политичку кризу. Скулудис је касније Венизелос изабрао да буде представник Грчке на мировним преговорима у Лондону након Првог балканског рата 1912. године.

### Национални раскол
Након смрти краља Ђорђа 1913. грчки премијер Венизелос и нови краљ Константин све више су били у сукобу. Док се Европа спуштала у Први светски рат, про-немачки краљ и про-савезнички премијер борили су се политички због уласка Грчке у рат с краљем који подржава неутралност, а Венизелос је фаворизирао улазак на страну савезника. Венизелос је дао оставку и наследио га је Александрос Заимис. У октобру 1915. Венизелос је напустио Атину и касније је основао супарничку владу у Солуну, а премијер Заимис је поднео оставку. У том тренутку, краљ је затражио од Скулоудиса да формира владу националног јединства, укључујући представнике свих странака у парламенту у његовој влади. Скулудисова влада се готово искључиво фокусирала на питање уласка Грчке у Први светски рат и покушавала је спречити формирање супарничке владе на северу. Скулудис није успео и премијер Заимис је поново именован од стране краља. Скулудис је смењен 22. јула 1916. године са места премијера.
На крају, абдикацијом краља Константина 1917. и повратком Венизелоса у Атину, Скулудис се нашао истражен због сарадње са бившим краљем и због разлога предаје тврђаве Рупел 1916. снагама Централних сила.
Оптужен је и осуђен заједно са својим кабинетом и остао је у затвору до новембра 1920. године. Са изборним поразом Венизелоса, Скулудисова казна је замењена 1921. и он је помилован. 
Умро је у Атини 19. августа 1928. године.